# Hsi Laitempel
De Hsi Laitempel is een traditioneel Chinees boeddhistisch bergklooster in de Verenigde Staten. Het ligt in de regio Foothill van Hacienda Heights (Californië).
De tempel is in het bezit van een van grootste religieuze organisaties van Taiwan, Fo Guang Shan. Het is een van de eerste tempels van deze orde die in Amerika zijn gebouwd. De tempel beoefent net als zijn moedertempel in Taiwan het humanistisch boeddhisme dat alle acht traditionele scholen van het Chinese boeddhisme als gids gebruikt in het moderne leven.
De tempel kostte tien miljoen dollar en was op 26 november 1988 klaar.